# Jean-Baptiste Thorn
Pour les articles homonymes, voir Thorn.
Jean-Baptiste Thorn, né le 17 mars 1783 à Remich (alors dans le duché de Luxembourg, aujourd'hui au grand-duché de Luxembourg), et mort le 23 mars 1841 à Mons (Belgique), fut d'abord avocat à Luxembourg. Ayant pris parti pour la révolution belge, il fut élu au Congrès national (1830) et devint le premier gouverneur de la province de Luxembourg (1830-1834), puis le deuxième gouverneur du Hainaut de la Belgique indépendante (1834-1841).

## Biographie

### Origines et vie privée
Jean-Baptiste Thorn est le fils de Jean-Pierre Thorn et de Catherine Toussaint. Il a un frère aîné, François-Xavier Thorn, ainsi qu'un frère cadet, Jean-Nicolas et une sœur cadette, Marie-Jeanne. Il fit des études des droit à Trèves, à Luxembourg, puis à l'école de droit de Paris dont il sort diplômé en 1805. 
En 1807, il épouse Marie-Marguerite Elisabeth Suttor avec laquelle il a deux enfants : Jean-Pierre Thorn (1808-1867) et Marie-Césaire Eponine (1810 - 1873).
En 1813, il acquiert le château de Schoenfels, près de Mersch, dans l'actuel Luxembourg, vendu par François-Romain de Gaillot.

### Débuts
En 1806, Jean-Baptiste Thorn commence sa carrière d'avocat au barreau de Luxembourg. Après la fin de la période française du département des Forêts et la création du Grand-duché de Luxembourg, il est nommé membre du bureau d'administration de l'Athénée de Luxembourg en 1816, où il insiste pour que le français devienne la langue enseignée. L'année suivante, il est initié à la loge maçonnique.
Jean-Baptiste Thorn devient membre de l'ordre des campagnes des États provinciaux du Grand-duché de Luxembourg dès 1819. Il y proteste contre le régime « hollandais » en place, notamment quant à l’impôt sur le droit de mouture, aidé par Jean-Bernard Marlet. En, 1825, un nouveau règlement déclare l'incompatibilité entre la fonction d'avocat plaidant et celle de député aux États provinciaux, empêche Jean-Baptiste Thorn de poursuivre son activité de député. En 1826, il devient membre de la société philhellénique du Luxembourg, présidée par l'abbé Jean-Pierre Maeysz (lb), créée afin de soutenir les grecs dans leur guerre d'indépendance contre l'Empire Ottoman. Peu avant la révolution belge, il fut nommé par les états provinciaux en date du 12 juillet 1830 comme l'un des cinq membres d'une commission chargée d'adresser au grand-duc de Luxembourg, Guillaume Ier, une demande afin que le siège de la Haute Cour soit fixé dans une ville plus proche du Luxembourg et plus centrale dans le Royaume uni des Pays-Bas que ne l'était La Haye.

### Période belge
En 1830, à la suite de la Révolution belge et de la déclaration de l'indépendance de la Belgique du Royaume uni des Pays-Bas, Jean-Baptiste Thorn fut parmi les soutiens luxembourgeois aux insurgés belges. Il fut chargé de représenter le district de Luxembourg au Congrès national après un vote unanime du collège électoral d'Esch-sur-Alzette. Le gouvernement provisoire de Belgique l'appela ensuite à faire partie du comité des juristes chargés de rédiger le projet de la future Constitution belge. Il se prononça contre le décret constitutionnel du 24 novembre 1830qui exclut à perpétuité les membres de la maison d'Orange-Nassau de tout pouvoir en Belgique, comprenant les complications internationales de ce décret, notamment à la conférence de Londres. Celui-ci fut toutefois adopté. En 1831, il soutient la candidature du prince Léopold de Saxe-Cobourg en tant que futur premier roi des Belges et fait partie de la députation envoyée à Londres en février de la même année pour lui offrir le trône de Belgique. Lors des élections législatives belges de 1831, il fut nommé député au Sénat. 
Dès l'annexion du Grand-duché de Luxembourg du 16 octobre 1830, Jean-Baptiste Thorn est nommé premier gouverneur de la province de Luxembourg par le gouvernement provisoire de Belgique. Le jeune royaume n'ayant pas le contrôle total du territoire luxembourgeois dont la capitale, Luxembourg-ville, était défendue par sa forteresse où résidait une garnison mixte des armées néerlandaises et prussiennes, le gouverneur du Luxembourg (à ce moment Jean-Georges Willmar) demeurait toujours en fonction, soutenu par un mouvement orangiste fidèle au grand-duc de Luxembourg qui était également le roi des Pays-Bas : Guillaume Ier. Cette situation entraîna la « question du Luxembourg » et une administration délicate de la future province de Luxembourg.

### Arrestation de 1832
Le 17 avril 1832, Jean-Baptiste Thorn fut arrêté et incarcéré à Luxembourg par les troupes orangistes pour le motif d'avoir « contribué au renversement du Gouvernement établi par la loi fondamentale du Royaume uni des Pays-Bas et du Grand-duché de Luxembourg. » Cette arrestation fut officialisée par le gouverneur du Luxembourg, Frédéric-Guillaume de Goedecke, dans un arrêté adressé au bourgmestre de Luxembourg et au commandant de la gendarmerie grand-ducale.
Il fut détenu jusqu'au 23 novembre 1832, date à laquelle il fut échangé contre Antoine Pescatore, député luxembourgeois à la Seconde Chambre des États généraux de La Haye et instigateur de la contre-révolution orangiste au grand-duché de Luxembourg. Il avait lui-même été capturé et incarcéré à Namur par des forces pro-belges à la demande d'Édouard d'Huart, alors commissaire du district de Diekirch. 

### Gouverneur du Hainaut et décès
En tant que gouverneur du Hainaut, il participa à la création de l'École des mines de Mons.
À la suite de son décès le 23 mars 1841, il est inhumé au cimetière de Mons. Un monument lui est érigé par souscription populaire.